# Alfred Neff
Alfred Heinrich Neff (* 18. Juli 1906 in Bretten; † 2. November 1970 in Tübingen; evangelisch) war kurzzeitig Bürgermeister von Bretten und Landrat des Landkreises Karlsruhe und von 1964 bis 1970 Richter am Staatsgerichtshof für das Land Baden-Württemberg.

## Familie
Alfred Neff war der Sohn des Herdfabrikanten Adolf Neff in Bretten und der Luise geborene Wich. Er heiratete am 12. Oktober 1933 Ellen geborene Nauen (* 3. April 1910), Tochter des Konsuls Alfred Nauen. Dieser Ehe entstammen zwei Kinder: Verena (* 3. März 1939) und Dagmar Elke (* 17. Februar 1943).

## Ausbildung
Alfred Neff besuchte von 1916 bis 1924 die Oberrealschule. Nach dem Abitur 1925 studierte von 1925 bis 1928 an der Handelshochschule Mannheim und machte dort seinen Abschluss als Diplom-Kaufmann. Anschließend studierte er Politikwissenschaft an den Universitäten Universität Heidelberg, Frankfurt am Main, Bonn und Köln. Am 8. Oktober 1932 wurde er zum Dr. rer. pol. mit der Note magna cum laude promoviert.

## Leben
1930/31 war er Assistent am psychologischen Institut der Wirtschaftshochschule Mannheim und begann 1931 seine Tätigkeit im elterlichen Betrieb in Bretten. Sein Versuch, sich zu habilitieren scheiterte an seiner antifaschistischen Einstellung. 1940 wurde er Betriebsleiter und Alleininhaber der Carl-Neff-Herdfabrik. Nach Ende des Zweiten Weltkrieges wurde er von den Besatzungsmächten als Bürgermeister in Bretten eingesetzt. Vom 5. Oktober 1945 bis 23. April 1946 wurde er gleichzeitig kommissarischer Landrat des Landkreises Karlsruhe. In dieser Funktion gehörte er der Vorläufigen Volksvertretung für Württemberg-Baden an. Vom Februar 1946 bis 1949 bekam er einen Lehrauftrag für die Fächer Soziologie, anschließend Psychologie, an der Technischen Hochschule Karlsruhe. Neff war von 1955 bis 1962 Vizepräsident der Industrie- und Handelskammer Karlsruhe und von 1963 bis 1970 deren Präsident. Am 16. Juli 1964 wurde er durch den Landtag von Baden-Württemberg zum Richter am Staatsgerichtshof für das Land Baden-Württemberg in der Gruppe der Mitglieder ohne Befähigung zum Richteramt gewählt. Dieses Amt hatte er bis zu seinem Rücktritt zum 31. Juli 1970 inne. Zu seinem Nachfolger wurde Günther Klotz gewählt.

## Ehrungen
- 1966: Großes Bundesverdienstkreuz der Bundesrepublik Deutschland
- 1966: Ehrenbürger der Stadt Bretten[3]
- 1967: Ehrensenator der Technischen Hochschule Karlsruhe
- Die Dr.-Alfred-Neff-Straße in Bretten wurde nach ihm benannt.

## Werke
- Der Haushalt-Grossgeräte-Markt von morgen, Ergebnisse einer Tagung der Neff-Werke, Bretten/Baden am 5./6. Okt. 1964 in Bretten, Econ-Verlag, Düsseldorf/Wien 1965.